# Річард Мюллер
Річард Мюллер  (англ. Richard A. Muller; нар. 6 січня 1944) — американський фізик, астрофізик та геофізик. Професор Каліфорнійського університету в Берклі, старший науковий співробітник Національної лабораторії імені Лоуренса в Берклі, лауреат стипендії Мак-Артура (1982) та член Американської академії мистецтв і наук (2010).

## Біографія
У 1964 р. закінчив Колумбійський університет, здобувши кваліфікацію «бакалавр мистецтв» (B.A.). У 1969 році отримав ступінь доктора філософії (Ph.D.) з фізики елементарних частинок у Каліфорнійському університеті в Берклі під керівництвом нобелівського лауреата 1968 року Луїса Альвареса. Він доклав великих зусиль, аби потрапити у свій час до Альвареса.
«Я не те що хочу дізнатися, що ви робите, я хочу дізнатися, як ви це робите», — заявив він одного разу своєму керівнику. Захоплений його ентузіазмом, Альварес приділяв Мюллеру чимало часу, а коли Річард (в результаті помилки) пошкодив дорогу установку, керівник впевнено заявив: «Ласкаво просимо в клуб! Тепер я знаю, що ти стаєш експериментальним фізиком».
З 1978 року містер Мюллер у штаті Каліфорнійського університету в Берклі, нині його емерит-професор.
З 2000 року викладав курс «Physics for Future Presidents», який користувався надзвичайною популярністю і отримав особливу популярність завдяки поширенню через вільно доступні вебтрансляції; згодом він видав однойменну книгу.
Протягом 34 років був членом JASON. Під його керівництвом у 1989 році отримав докторський ступінь С. Перлмуттер, нобелівський лауреат 2011.
На початку 2010 року, Мюллер зі своєю дочкою Елізабет заснували групу Berkeley Earth [Архівовано 20 липня 2011 у Wayback Machine.] (незалежну некомерційну організацію), яка поставила собі за мету вирішити основні проблеми зміни клімату (зокрема глобального потепління).

## Творчість та досягнення
Річарда Мюллера відзначено Texas Instruments Founders Prize (1977), Премією Алана Уотермана Національного наукового фонду (1978), а також Distinguished Teaching Award від Каліфорнійського університету в Берклі (1999), Премією Дональда Стерлінга Нойса (Donald Sterling Noyce Prize) for Excellence in Undergraduate Teaching (2009).
Окрім цього, він має кілька патентів.
Власні ідеї та наукові погляди з питань експериментальної фізики Річард Мюллер виклав у низці книг, зокрема «The Ice Ages and their Astronomical Origins» (2000), «Physics for Future Presidents» (2012). Українською мовою опубліковано та перекладено посібник «Фізика часу. Усе відбувається зараз» видавництвом «Наш Формат».

## Переклад українською
- Річард Мюллер. Фізика часу. Усе відбувається зараз / пер. Артем Замоцний. — К.: Наш Формат, 2019. — 344 с. — ISBN 978-617-7682-34-8.